# Христо Германов
Христо Германов Христов е български поет.

## Биография
Роден е като първи от 3 сина в семейството на Герман и Донка Германови. Родителите му са земеделски стопани, маджури по произход (наследници на тракийски изселници). С началото на колективизацията в селото през 1952 – 1953 г. семейството му се премества във Варна. Там той завършва основно образование в училище „Иван Рилски“ и средно образование в 3-та гимназия. След отбиване на военната си служба работи като фрезист последователно в железопътно депо и в Завод за манометри „Черно море“. За период от 2 години работи в тогавашна АССР Коми, сгт. Благоево. След завръщането си в България работи в „Полимери“ АД, Девня до пенсионирането си през 1997 г.
Сключва граждански брак през 1965 г. с Димитрина Захариева Германова от Тополовград, потомка на изселници от Егейска Македония. Имат син Герман – адвокат във Варна.
Творческата си кариера Христо Германов изгражда от младежките си години чрез публикации в периодичния печат. Първата си книга – стихосбирката „Озарение“, публикува през 1975 г. Приживе издава общо 6 стихосбирки, а след смъртта му е издадена 1 антология.
Бил е член на Съюза на българските писатели, носител на множество литературно-творчески награди. Негови творби са превеждани на няколко славянски езика. Тематиката на произведенията му е разнообразна, извлечена от живота. Поезията му не е помпозна и натруфена, а естествена, използваща най-точните думи.
Като наследник на тракийски изселници Христо Германов е активен член на Тракийското дружество „Кап. Петко Войвода“ в Варна. Създава множество текстове за народни песни, което е друг аспект от творчеството му. Хобито му е рисуване, в което също стига до професионално ниво. Организира няколко изложби, част от книгите му са с негови илюстрации, оформление и корици.